# エルビス・ルシアーノ
エルビス・エンマヌエル・ルシアーノ（Elvis Enmanuel Luciano, 2000年2月15日 - ）は、ドミニカ共和国サント・ドミンゴ州ボカチカ出身のプロ野球選手（投手・育成選手）。右投右打。読売ジャイアンツ所属。

## 経歴

### プロ入りとダイヤモンドバックス傘下時代
2016年10月1日に国際フリーエージェントでアリゾナ・ダイヤモンドバックスとマイナー契約を結んでプロ入り。
2017年6月7日にルーキー級DSLダイヤモンドバックスでプロデビュー。同年はその後に同じくルーキー級のAZLダイヤモンドバックスに配転し、さらにルーキー+級のミズーラ・オスプレイに昇格してシーズンを終えた。シーズン成績は、3チーム合計で8先発、8救援、66.2回を投げて、4勝1敗・防御率2.84を記録した。
2018年シーズンはエクステンデッド・スプリングトレーニングで開幕を迎えた。

### ロイヤルズ傘下時代
2018年6月6日にジョン・ジェイとのトレードで、ゲイブ・スパイアーと共にカンザスシティ・ロイヤルズへ移籍した。移籍後はパイオニアリーグのルーキー級アイダホフォールズ・チュカーズ及びアパラチアンリーグのルーキー級バーリントン・ロイヤルズに所属した。このシーズンは2チーム合計で12先発、1救援、67.0回を投げて、5勝5敗、防御率3.90を記録した。

### ブルージェイズ時代
2018年12月13日に行われたルール・ファイブ・ドラフトでトロント・ブルージェイズが指名し獲得した。マイナー2年目で18歳のルシアーノに対して、通常はルール・ファイブ・ドラフトは適用されないが、ダイヤモンドバックスとのマイナー契約が医学的な問題により無効になっていたため、適用可能となったとされている。
前述のルール・ファイブ・ドラフトの規定により、2019年の開幕25人ロースター入りをした。3月31日に行われたデトロイト・タイガース戦で救援登板してメジャーデビュー。19歳1ヶ月でのメジャーデビューはブルージェイズ史上最年少で、2000年代生まれとして最初のメジャーリーガーとなった。この試合では1.1回を投げて無失点で、勝敗はつかなかった。4月28日のオークランド・アスレチックス戦でメジャー初勝利を挙げた。右肘の故障のため6月13日に10日間の負傷者リスト入りし、6月17日に60日間のリストに切り替えられた。9月中旬に復帰し、この年は最終的にメジャーで25試合に登板した。
2021年は傘下AA級のニューハンプシャー・フィッシャーキャッツでプレーしていたが、8月23日に自由契約となった。8月30日にブルージェイズとマイナー契約を結び直し、以後もAA級ニューハンプシャーでプレーした。
2022年は4月にAA級ニューハンプシャーで2回登板した後は、右腕の疲労骨折のためシーズン残りを欠場した。オフの11月10日に自由契約となった。

### 巨人時代
2023年1月24日、読売ジャイアンツに育成選手として入団することが発表された。背番号は035。2月の春季キャンプ中に右肘の違和感を訴え、以降は長い間リハビリを続けていたが、9月23日の北海道ベースボールリーグ選抜との三軍戦で実戦初登板を果たした。結局この年は二軍公式戦（イースタン・リーグ）での登板はなかったが、シーズン終了後はフェニックス・リーグと秋季キャンプに参加するなどアピールを続けた。
2024年は開幕からリリーフとしてイースタン・リーグ10試合に登板し、1勝0敗、防御率1.80の成績を残していたが、5月下旬以降は登板がなく、6月27日に右肘頭疲労骨折の手術を行ったことが発表された。
2025年4月27日に行われた三軍戦（対神奈川フューチャードリームス）で11ヶ月ぶりとなる実戦復帰を果たした。

## 詳細情報

### 年度別投手成績
| 年 度    | 球 団    | 登 板 | 先 発 | 完 投 | 完 封 | 無 四 球 | 勝 利 | 敗 戦 | セ 丨 ブ | ホ 丨 ル ド | 勝 率 | 打 者 | 投 球 回 | 被 安 打 | 被 本 塁 打 | 与 四 球 | 敬 遠 | 与 死 球 | 奪 三 振 | 暴 投 | ボ 丨 ク | 失 点 | 自 責 点 | 防 御 率 | W H I P |
| -------- | -------- | ----- | ----- | ----- | ----- | -------- | ----- | ----- | -------- | ----------- | ----- | ----- | -------- | -------- | ----------- | -------- | ----- | -------- | -------- | ----- | -------- | ----- | -------- | -------- | ------- |
| 2019     | TOR      | 25    | 0     | 0     | 0     | 0        | 1     | 0     | 0        | 0           | 1.000 | 159   | 33.2     | 36       | 4           | 24       | 1     | 3        | 27       | 4     | 0        | 20    | 20       | 5.35     | 1.78    |
| MLB：1年 | MLB：1年 | 25    | 0     | 0     | 0     | 0        | 1     | 0     | 0        | 0           | 1.000 | 159   | 33.2     | 36       | 4           | 24       | 1     | 3        | 27       | 4     | 0        | 20    | 20       | 5.35     | 1.78    |

- 2022年度シーズン終了時

### 年度別守備成績
| 年 度 | 球 団 | 投手（P） | 投手（P） | 投手（P） | 投手（P） | 投手（P） | 投手（P） |
| 年 度 | 球 団 | 試 合     | 刺 殺     | 補 殺     | 失 策     | 併 殺     | 守 備 率  |
| ----- | ----- | --------- | --------- | --------- | --------- | --------- | --------- |
| 2019  | TOR   | 25        | 1         | 3         | 0         | 2         | 1.000     |
| MLB   | MLB   | 25        | 1         | 3         | 0         | 2         | 1.000     |

- 2022年度シーズン終了時

### 背番号
- 65（2019年）
- 035（2023年 - ）